# Josep Raich
Josep Raich Garriga, né le 28 août 1913 à Molins de Rei (Catalogne, Espagne) et mort en 1988, est un footballeur international espagnol. 

## Biographie
Ce milieu de terrain commence sa carrière au FC Barcelone. En 1937, alors que le pays traverse une guerre civile, le club part en tournée en Europe, dont profite Raich pour rejoindre le FC Sète (avec son compatriote Josep Escolà notamment), puis l'AS Troyes. 
En 1940, il est de retour au Barça où il joue jusqu'en 1945 et remporte la Coupe d'Espagne (Copa del Generalísimo) en 1942 puis le Championnat d'Espagne et la Coupe Eva Duarte (Copa de Oro Argentina) en 1945, avant qu'il ne prenne sa retraite sportive. Il est sélectionné une fois en équipe nationale, en 1941.

## Carrière
Club
- avant 1934 : Juventudes Católicas (Molins de Rei)  Espagne
- 1934-1937 : FC Barcelone  Espagne
- 1937-1938 : FC Sète  France
- 1937-1938 : AS Troyes-Savinienne  France
- 1940-1945 : FC Barcelone  Espagne

Sélection
- 1941 :  Espagne (1/0)